# الدماغ (مجلة)
الدماغ: مجلة علم الأعصاب (بالإنجليزية: Brain: A Journal of Neurology) هي مجلة علمية محكمة في علم الأعصاب، اسسها عام 1878 جون تشارلز باكنيل [الإنجليزية]، وديفيد فيرير، وجيمس كريشتون براون، وجون هيغلينجز جاكسون، وتنشرها مطبعة جامعة أكسفورد.
حررت المجلة بواسطة جون نيوسوم ديفيس [الإنجليزية] من 1997 إلى 2004،  وأليستر كومستون [الإنجليزية] (جامعة كامبريدج) حتى 2013، وديمتري كولمان [الإنجليزية] حتى 2021. رئيس التحرير الحالي هو مسعود حسين (جامعة أكسفورد).

## روابط خارجية
- الموقع الرسمي